# Marina Stakusicová
Marina Stakusicová (srbsky Marina Stakušić / Марина Стакушић, * 27. listopadu 2004 Mississauga, Ontario) je kanadská profesionální tenistka. V sérii WTA 125 vybojovala jednu singlovou trofej. V rámci okruhu ITF získala tři tituly ve dvouhře a jeden ve čtyřhře.
Na žebříčku WTA byla ve dvouhře nejvýše klasifikována v únoru 2025 na 114. místě a ve čtyřhře v srpnu 2023 na 448. místě.
V kanadském týmu Billie Jean King Cupu debutovala v roce 2023 finálovým turnajem v Seville. Ve dvouhře základní skupiny proti Španělsku porazila jako hráčka třetí stovky světovou pětašedesátku Rebeku Masárovou a dosáhla první výhry nad členkou Top 100. Kanaďanky zvítězily 3:0 na zápasy a poté získaly historicky první titul, když celý ročník ovládly. Ve finálovém turnaji vyhrála tři ze čtyř dvouher, do nichž nastoupila. Do listopadu 2024 v soutěži nastoupila ke čtyřem mezistátním utkáním s bilancí 3–1 ve dvouhře a 0–0 ve čtyřhře.
Jejím starším bratrem je kanadský tenista Marko Stakusic.

## Tenisová kariéra
V rámci okruhu ITF debutovala jako 14letá v říjnu 2019, když na turnaji v Saguenay dotovaném 60 tisíci dolary prošla kvalifikací. V úvodním kole dvouhry podlehla Britce Taře Mooreové z šesté světové stovky. První polovinu roku 2023 nehrála pro zranění kolena. Premiérové tři tituly v této úrovni tenisu pak vybojovala na podzim 2023, když ovládla 25tisícovku ve Valladolidu a 60tisícovky v Berkeley a na torontském Tevlinově challengeru. V září 2023 byla vyhlášena hráčkou měsíce na okruhu ITF.
Divokou kartu obdržela do kvalifikace srpnového National Bank Open 2022 v Torontu, turnaje z kategorie WTA 1000. Po zisku úvodní sady nad Číňankou Wang Sin-jü jí soupeřka z deváté desítky žebříčku skrečovala. Do hlavní soutěže však nepostoupila po prohře s Terezou Martincovou. Ve dvouhře i čtyřhře okruhu WTA Tour tak debutovala o dva týdny později na kanadském Championnats Banque Nationale de Granby 2022. V kvalifikaci přehrála Norku Eikeriovou i Australanku Routliffeovou. První singlový zápas na okruhu pak vyhrála v granbyjské dvouhře nad Jaimee Fourlisovou z poloviny druhé stovky, než ji vyřadila desátá nasazená Ukrajinka Marta Kosťuková, přestože získala úvodní set. V granbyjské čtyřhře skončila s krajankou Cadence Braceovou v úvodním kole na raketách čtvrtých nasazených Nadiji Kičenokové s Terezou Mihalíkovou.
Na finálovém turnaji Billie Jean King Cupu 2023 výrazně přispěla k historicky prvnímu titulu Kanady v soutěži. Kapitánka El Tabakhová ji jako 258. hráčku žebříčku ve dvouhrách upřednostnila před zkušenější dvojkou týmu Marinovou z druhé světové stovky, ačkoli v sezóně neodehrála ani jednu dvouhru na okruhu WTA Tour. Startovala pouze na túře ITF. V 18 letech tak debutovala základní skupinou finále, v níž porazila světovou pětašedesátku Rebeku Masárovou ze Španělska a o dvě místa výše postavenou Katarzynu Kawaovou z Polska, znamenající první dvě kariérní výhry nad členkami Top 100. V semifinále utržila jedinou porážku od desáté ženy žebříčku Barbory Krejčíkové. Přesto Kanaďanky přes Česko postoupily do finále, když následně získaly dva body. V souboji o titul zdolala čtyřicátou třetí hráčku klasifikace Martinu Trevisanovou a připsala si premiérovou výhru nad členkou Top 50. Druhý rozhodující bod proti Itálii přidala Fernandezová, čímž Kanada vybojovala první titul a stala se třináctou vítěznou zemí v soutěži.
V 19 letech debutovala v hlavní grandslamové soutěži, když postoupila z kvalifikace do dvouhry Wimbledonu 2024. Na úvod ji vyřadila dvacátá sedmá nasazená Kateřina Siniaková, která si v utkání vypracovala vysoký počet 24 brejkbolů. Proměnila však jen čtyři z nich. V úrovni WTA 1000 debutovala díky divoké kartě na torontském National Bank Open 2024. Přes kvalifikantku Eriku Andrejevovou prošla do druhého kola, v němž získala jen dva gamy s členkou osmé desítky klasifikace Taylor Townsendovou. Na zářijovém Guadalajara Open Akron 2024 z kategorie WTA 500 porazila ve druhém kole světovou dvanáctku Jeļenu Ostapenkovou po odvrácení čtyř mečbolů. Dosáhla tak první kariérní výhry nad příslušnicí světové dvacítky. Ve čtvrtfinále turnaje WTA 500 se objevila jako čtvrtá Kanaďanka po Bouchardové, Fernandezové a Wozniakové. V něm ale nenašla recept na pozdější vítězku Magdalenu Fręchovou z páté desítky. Po skončení, v polovině září 2024, poprvé figurovala na 128. místě žebříčku.

## Finále série WTA 125

### Dvouhra: 1 (1–0)
| Legenda       |
| ------------- |
| WTA 125 (1–0) |

| Stav    | č. | datum      | turnaj          | povrch | soupeřka ve finále | výsledek      |
| ------- | -- | ---------- | --------------- | ------ | ------------------ | ------------- |
| Vítězka | 1. | říjen 2024 | Tampico, Mexiko | tvrdý  | Anna Blinkovová    | 6–4, 2–6, 6–4 |

## Tituly na okruhu ITF
| Kategorie okruhu ITF | Kategorie okruhu ITF |
| -------------------- | -------------------- |
| Turnaje W100         | Turnaje W80          |
| Turnaje W75/W60      | Turnaje W50          |
| Turnaje W35/W25      | Turnaje W15/W10      |

### Dvouhra (3 tituly)
| Č. | datum      | turnaj                  | kategorie | povrch | poražená finalistka | výsledek      |
| -- | ---------- | ----------------------- | --------- | ------ | ------------------- | ------------- |
| 1. | září 2023  | Valladolid, Španělsko   | W25       | tvrdý  | Anna Kubarevová     | 3–6, 7–5, 6–3 |
| 2. | září 2023  | Berkeley, Spojené státy | W60       | tvrdý  | Allie Kiicková      | 6–3, 6–4      |
| 3. | říjen 2023 | Toronto, Kanada         | W60       | tvrdý  | Jana Fettová        | 3–6, 7–5, 6–3 |

### Čtyřhra (1 titul)
| Č. | datum         | turnaj            | kategorie | povrch | spoluhráčka    | poražené finalistky                 | výsledek    |
| -- | ------------- | ----------------- | --------- | ------ | -------------- | ----------------------------------- | ----------- |
| 1. | červenec 2022 | Saskatoon, Kanada | W25       | tvrdý  | Kayla Crossová | Kendra Bunchová Katarina Kozarovová | 6–3, 7–6(4) |

## Finále soutěží družstev: 1 (1–0)
| Výsledek | č. | datum a místo konání                                                                             | spoluhráčky                                                                 | soupeřky                                                                                                 | skóre |
| -------- | -- | ------------------------------------------------------------------------------------------------ | --------------------------------------------------------------------------- | --- | ----- |
| Vítězka  | 1. | Billie Jean King Cup 2023 12. listopadu 2023 Sevilla, Španělsko tvrdý (hala), Estadio La Cartuja | Leylah Fernandezová Rebecca Marinová Eugenie Bouchardová Gabriela Dabrowská | Itálie                                                                                                   | 2–0   |
| Vítězka  | 1. | Billie Jean King Cup 2023 12. listopadu 2023 Sevilla, Španělsko tvrdý (hala), Estadio La Cartuja | Leylah Fernandezová Rebecca Marinová Eugenie Bouchardová Gabriela Dabrowská | Jasmine Paoliniová Martina Trevisanová Elisabetta Cocciarettová Lucia Bronzettiová Lucrezia Stefaniniová | 2–0   |